# Енимахале
Енимахале или Енимахле (на турски: Yenimahalle, Йенимахале) е село в Източна Тракия, Турция, вилает Лозенград.

## География
Селото се намира между Лозенград и Бабаески.

## История
В XIX век Енимахале е българско село в Бабаескийска кааза на Одринския вилает на Османската империя. Според „Етнография на вилаетите Адрианопол, Монастир и Салоника“, издадена в Константинопол в 1878 година и отразяваща статистиката на населението от 1873 година, Енимахале (Enimahale) има 90 домакинства и 424 българи.
Според статистиката на професор Любомир Милетич в 1912 година в селото живеят 80 български екзархийски семейства или 431 души.
При избухването на Балканската война в 1912 година двама души от Ени махале са доброволци в Македоно-одринското опълчение.
Българското население на Енимахале се изселва след Междусъюзническата война в 1913 година.

## Личности
Родени в Енимахале
- Александър Темелков (1878 - ?), деец на ВМОРО, участник в Илинденско-Преображенското въстание в 1903 година с четата на Лазар Маджаров в Одринско[4]
- Васил Пейов (1873 - ?), деец на ВМОРО, участник в Илинденско-Преображенското въстание в 1903 година с четата на Лазар Маджаров в Одринско[4]
- Димитър Янев (Попето), български революционер
- Иван Кирязов, македоно-одрински опълченец, нестроева рота на 11 Сярска дружина[5]
- Коста Георгиев (1877 – 1932), български просветен деец и революционер, деец на ВМОРО
- Христо Илиев, български революционер, войвода на ВМОРО[6]